# مژژنو
مژژنو (به لاتین: Mrzeżyno) یک روستا در لهستان است که در گمینا تژبیاتوو واقع شده‌است. مژژنو ۱٬۶۱۱ نفر جمعیت دارد.